# Sokoban
Sokoban (jap. 倉庫番 Sōkoban) – komputerowa gra logiczna, w której celem jest odpowiednie ustawienie skrzyń. Gra została stworzona w Japonii przez Hiroyuki Imabayashi w 1980 roku. 

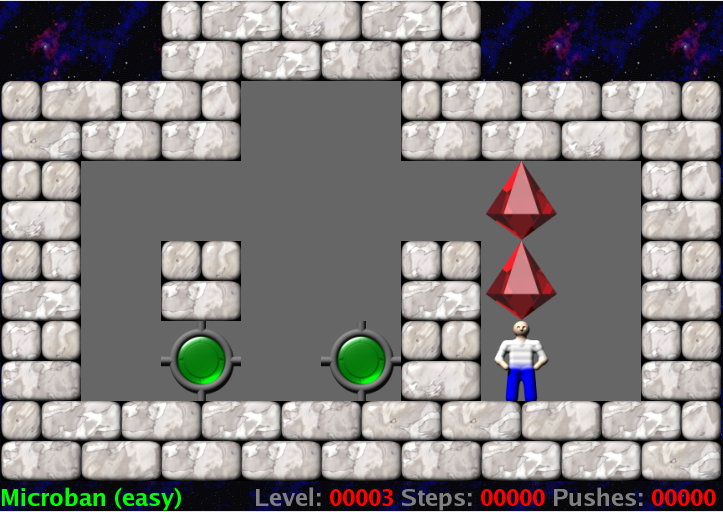
KSokoban, implementacja sokobana w KDE. W tej wersji, czerwone rubiny mają być przesunięte na wyznaczone pola.

Plansza składa się z układu kwadratów, część z nich to ściany przez które nie może przechodzić gracz ani skrzynia. Sokoban jest grą, w której dozorca w hurtowni musi przesuwać przedmioty (zwykle paczki, piłki lub skrzynie) na odpowiednie miejsca, przy jak najmniejszej liczbie wykonanych ruchów (lub pchnięć, w zależności od kryteriów punktowania). Dozorca może pchać tylko jedną paczkę, nie można ich ciągnąć, ani przez nie przechodzić. Poziomy skomplikowania gry zaczynają się od bardzo łatwych, a kończą na bardzo trudnych.
Opracowano wiele odmian reguł: 
- inny kształt planszy – np. trójkątna (Trioban), heksagonalna (Hexoban)
- numerowane bloki i miejsca
- gracz może sterować kilkoma postaciami naraz (Multiban)
- gracz może tylko ciągnąć pudła

Proste i przejrzyste zasady gry Sokobana sprawiają, że stał się on popularną grą logiczną. Do dzisiejszych czasów powstało wiele odmian tej gry na różne platformy sprzętowe.